# 고토오슈 가쓰노리
고토오슈 가쓰노리(일본어: 琴欧洲 勝紀, 1983년 2월 19일 ~ )는 불가리아 출신의 전직 스모 선수(리키시)이다. 일본어 본명은 안도 칼로얀(일본어: 安藤 カロヤン 안도 카로얀[*])이며 불가리아어 본명은 칼로얀 스테파노프 마흘랴노프(불가리아어: Калоян Стефанов Махлянов)이다.
고토오슈는 원래 불가리아에서 레슬링 선수로 활동하다가 일본 방문을 계기로 스모로 전향했다. 2002년에 프로 스모 선수로 데뷔하여 2년 만에 상위 등급에 진출했다. 2005년에는 스모에서 요코즈나에 이어 2번째로 높은 등급인 오제키에 올랐고 2008년 5월 24일에는 유럽 출신 스모 선수로는 최초로 오즈모에서 우승을 차지하는 영예를 안았다.
고토오슈는 2013년 11월까지 47차례의 스모 대회에 출전 기록을 세우면서 역사상 가장 오랫동안 활동한 오제키 선수 가운데 한 명이 되었다. 고토오슈는 2014년 1월에 일본 스모 협회의 사장(師匠) 자격 요건인 일본 국적을 취득했고 2014년 3월에 열린 대회에서 은퇴를 선언했다. 2017년 4월에는 자신의 스모 도장인 나루토베야를 열었다.

## 어린 시절과 스모 입문
마흘랴노프는 불가리아 벨리코터르노보주 벨리코터르노보 근교에 위치한 줄류니차에서 태어났다. 마흘랴노프는 처음에 아버지의 지도를 받으면서 그레코로만형 레슬링 선수로 활동했고 14세 시절에는 유럽 레슬링 선수권 대회에서 우승을 차지하기도 했다. 마흘랴노프는 불가리아 국립 스포츠 아카데미에 합격하면서 레슬링을 전공했다. 마흘랴노프는 오스트레일리아 시드니에서 열린 2000년 하계 올림픽에서 불가리아 대표로 출전하기를 희망했지만 몸무게가 120kg을 넘어서자 레슬링 무대에서 은퇴했고 일본 방문을 계기로 스모로 전향하게 된다. 마흘랴노프는 지바현 마쓰도시에 위치한 스모 도장인 사도가타케베야(일본어: 佐渡ヶ嶽部屋)에 기용되었는데 도장 주인은 부모에게 돈을 보내는 마흘랴노프의 효심에 깊은 인상을 받았다고 한다.
마흘랴노프는 2002년 11월에 스모 대회의 최하위 리그인 조노쿠치에서 프로 선수로 데뷔했고 고토오슈 가쓰노리(일본어: 琴欧洲 勝紀)라는 시코나를 부여받았다. '고토'와 '가쓰'는 그의 사부인 고토자쿠라 마사카쓰(일본어: 琴櫻 傑將)에서 따온 것이고 '노리'는 고토자쿠라 마사카쓰의 본명인 가마타니 노리오(일본어: 鎌谷 紀雄)에서 따온 것이라고 한다. 또한 '오슈'는 일본어로 유럽을 뜻한다. 고토오슈는 선수 생활 초반에 주료에서 가치코시를 기록했고 하위 5개 리그에서 71승 15패를 기록하면서 마쿠우치로 승격되었다. 고토오슈는 2004년 9월에 프로 데뷔 이후에 열린 11차례의 스모 대회를 통해 마쿠우치로 승격했는데 이는 1958년에 6개 대회 제도가 도입된 이래 가장 빠른 상승세였다.
고토오슈는 2005년 3월에 스모 대회의 최상위 리그인 오즈모에 진출하여 4개 대회 연속으로 가치코시 기록을 세웠다. 2005년 3월에는 바쇼(스모 대회)가 열리기 전에 산야쿠에서 낮은 등급인 고무스비에 올랐다. 고토오슈는 고무스비에서 1번째 마케코시(패전) 기록을 세웠고 마에가시라로 강등되었다. 그러나 2005년 5월에 열린 스모 대회에서 10승 5패를 기록하면서 다시 고무스비로 복귀했다.

## 오제키 승격
고토오슈는 2005년 7월에 열린 스모 대회에서 아사쇼류 아키노리를 상대로 처음으로 우와테나게 기술을 활용하여 승리를 차지하면서 요코즈나의 24연승에 마침표를 찍었다. 또한 대회에서 준우승을 차지하여 "뛰어난 성과"를 거두었다.
고토오슈는 2005년 9월에 열린 스모 대회에서 세키와케로 승격하여 초반에 12승을 기록했고 13승 2패로 대회를 마쳤다. 2005년 11월에 열린 스모 대회에서는 11승 4패를 기록하면서 3위를 차지했는데 아사쇼류와의 대결에서도 승리를 기록했다. 고토오슈는 2005년 11월 30일에 오제키에 입단했는데 3차례의 스모 대회 출전 기록은 36승 9패였다. 고토오슈의 승격은 그의 사부였던 고토자쿠라 마사카쓰 요코즈나의 은퇴와 동시에 일어났다.
고토오슈의 오제키로 승격은 그가 프로 스모 선수로 데뷔한 이후에 열린 19차례의 스모 대회에서 이루어졌다. 비록 고토오슈가 가장 어린 오제키는 아니었지만 스모의 최하위 등급인 조노쿠치에서 스모에 입문한 선수로서는 가장 빠른 상승이었다. 고토오슈는 또한 미국 하와이주 출신인 고니시키 야소키치, 아케보노 다로, 무사시마루 고요, 몽골 출신인 아사쇼류 아키노리 다음으로 오제키 계급에 오른 5번째 비일본인 스모 선수이기도 하다.

## 오제키 경력

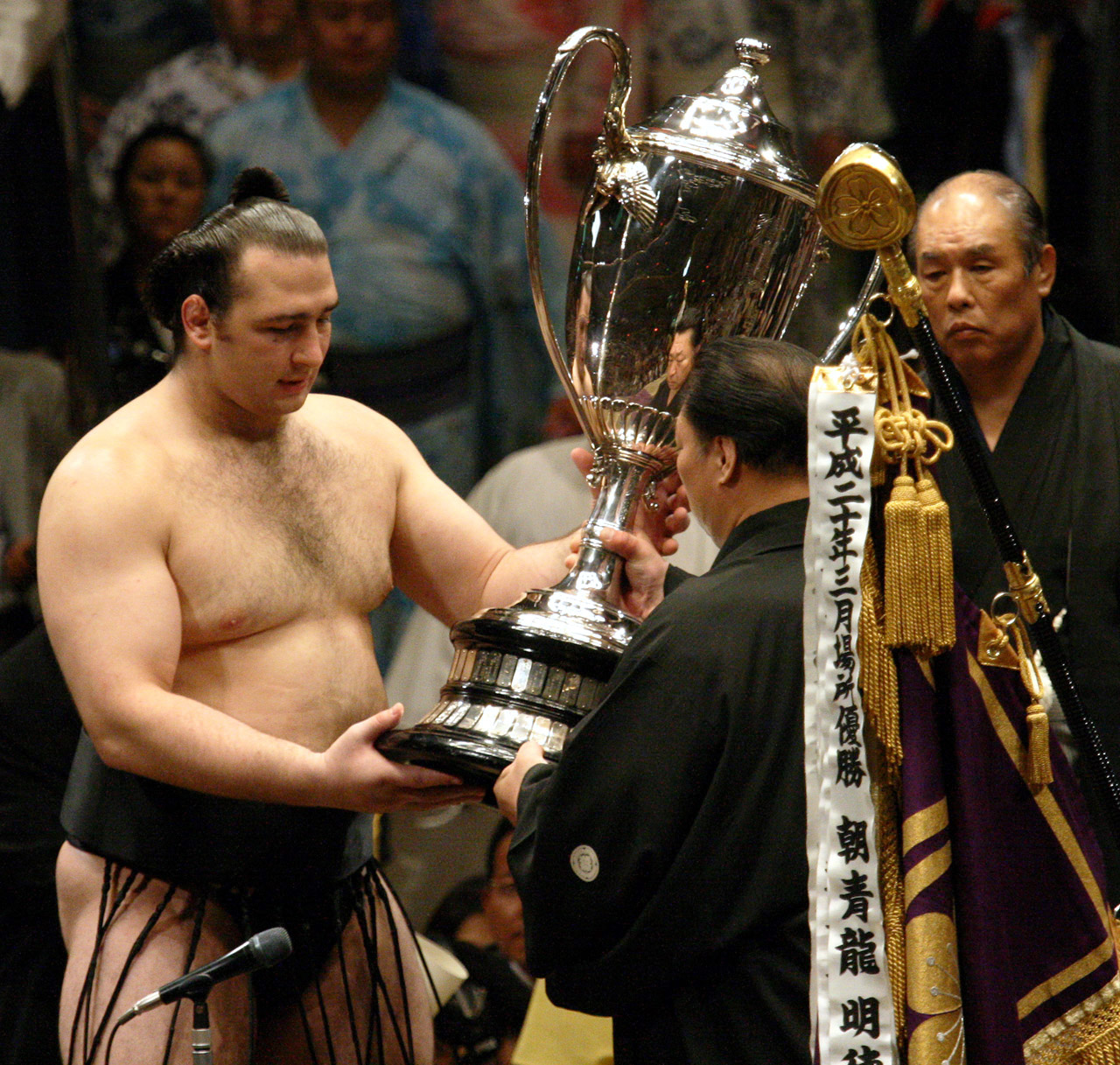
고토오슈 가쓰노리가 2008년 5월에 열린 천황배 스모 대회에서 우승 트로피를 받고 있는 모습

고토오슈는 오제키로 승격된 이후에 무릎 부상으로 다소 제약을 받았다. 고토오슈는 초반에 상대 선수의 공격을 피하는 헨카 기술에 지나치게 의존한다는 비판을 받았는데 높은 등급에 있는 선수에게 걸맞는 행동이 아니었기 때문이다.
고토오슈는 2006년에 두 자릿수 점수를 3번만 기록했다. 2007년에는 단 1개도 기록하지 못했으며 자신의 순위를 유지하는 데만 충분했다. 고토오슈는 2007년 11월에 열릴 스모 대회를 앞두고 훈련하던 도중에 오른쪽 무릎이 탈구되었다. 부상 때문에 골머리를 앓은 고토오슈는 생애 처음으로 대회를 기권해야 했다. 그러나 2008년 1월에 열린 스모 대회에서 합계 9승 6패를 기록하면서 오제키 랭킹을 유지했다. 고토오슈는 2008년 3월에 열린 오사카 스모 대회 4일차에 열린 가쿠류 리키사부로와의 경기에서 왼팔을 다쳐 9일차에 기권했지만 2승에 그쳤다. 이 과정에서 고토오슈가 5월에 있을 다음 토너먼트에서 세키와케로 강등될 것이라는 추측이 있었다.
고토오슈는 2008년 5월에 열린 스모 대회에서 8승이 필요했다. 고토오슈는 11일차에 열린 아사쇼류 아키노리 요코즈나와의 경기, 12일차에 열린 하쿠호 쇼 요코즈나와의 경기에서 승리를 거두었을 정도로 12연승을 달렸다. 고토오슈는 13일차에 열린 아미니시키 류와의 경기에서 너무 쉽게 패배했다. 하지만 14일차에 열린 하루마후지 고헤이와의 경기에서 승리를 기록하면서 유럽 출신 스모 선수로는 처음으로 오즈모에서 우승을 차지하는 영예를 안았다. 고토오슈의 아버지는 관중들 속에서 아들의 승리를 목격했다고 한다. 불가리아의 게오르기 파르바노프 대통령 또한 고토오슈에게 축전을 보냈다.
고토오슈는 2차례의 스모 대회에서 9승 6패, 8승 7패의 성적을 기록하면서 요코즈나 승격에 실패했다. 2008년 10월에는 전직 스모 선수인 와카노호 도시노리로부터 돈을 받고 고의로 패배했다는 의혹을 부인했는데 고토오슈는 "저는 이러한 의혹 때문에 슬픕니다. 그것은 모두 거짓말입니다."라고 밝혔다.  와카노호는 나중에 자신의 발언을 철회했다.
고토오슈는 2009년 초반에 열린 2차례의 스모 대회에서 10승 5패를 기록했는데 이는 동료 오제키들 가운데 최고 기록이었다. 고토오슈는 2009년 5월에 9승 6패로 스모 대회를 마쳤다. 하지만 14일차에 하쿠호 쇼 요코즈나가 기록했던 33연승 행진의 막을 내렸다. 고토오슈는 2009년 7월에 유쇼의 마지막 날까지 경쟁했고 13승 2패라는 인상적인 점수로 준우승을 거두었다. 고토오슈는 그 후로 토너먼트에서 10번 이상 승리한 적이 없었다.
고토오슈는 2011년 5월에 열린 스모 대회 11일차에 무릎 부상을 이유로 스모 대회에 불참했다. 고토오슈는 7월에 열린 스모 대회에 복귀했으며 대회 10일차에서 9승 6패로 8번째 우승을 기록하면서 순위를 지켰다. 특히 이 날은 고토오슈의 동료 오제키였던 가이오 히로유키의 스모 선수 생활 마지막 경기이기도 했다. 그러나 고토오슈는 9월에 열린 스모 대회에서 초반 6일 동안에 5번의 패배를 기록하면서 다시 한 번 기권하게 된다.
고토오슈는 2012년 5월에 열린 스모 대회에서 마지막 날에 발목 인대 부상을 당하면서 기권했는데 도치오잔 유이치로에게 12승을 내줬고 2번의 마에가시라에서 하쿠호 쇼와 함께 우승 경쟁에서 탈락했다. 고토오슈의 기권이 발표되자 관중들은 야유를 보내며 불쾌감을 드러냈다. 고토오슈는 2012년 9월, 2013년 3월·9월·11월에 열린 스모 대회에도 연이어 불참했다.

## 강등과 은퇴
고토오슈는 대회 2연패에 실패하면서 2014년 1월 스모 대회에 세키와케로 강등되었다. 고토오슈는 스모 역사상 4번째로 높은 47차례의 스모 대회에 출전한 오제키였다. 고토오슈가 1월 세키와케에서 최소 10승 5패의 기록을 세웠다면 즉시 오제키 순위를 되찾을 수 있었다. 그러나 1월 13일에 열린 엔도 쇼타와의 경기에서 6번째 패배를 당했다.
고토오슈는 2014년 3월에 열린 스모 대회에서 9연패를 당한 다음에 은퇴하면서 "최근 부상이 너무 많았지만 12년 넘게 최선을 다했기 때문에 후회는 없습니다."라고 밝혔다. 고토오슈는 2014년에 일본 국적을 취득하면서 자신의 이름을 안도 칼로얀(일본어: 安藤 カロヤン)으로 바꿨다. 2015년에는 일본 스모 협회로부터 나루토(일본어: 鳴戸)라는 도시요리(일본어: 年寄) 자격을 취득했고 사도가타케 도장에서 코치로 데뷔하게 된다.

## 나루토 도장
고토오슈는 2017년 4월에 나루토베야(일본어: 鳴戸部屋) 도장을 열었다. 고토오슈는 유럽 출신 스모 선수로는 처음이자 일본 밖에서 태어난 스모 선수로는 3번째로 스모 도장을 운영했다. 사장(師匠) 직함은 나루토 가쓰노리(일본어: 鳴戸 勝紀)이다. 나루토베야는 20세였던 불가리아 주니어 레슬링 선수권 대회 챔피언을 포함한 3명의 선수로 시작했다.
고토오슈는 현역 은퇴 이후에 일본체육대학에서 트레이닝 이론을 전공했다. 고토오슈는 불가리아와 일본의 대학교에서 스모 선수로 활동한 경험과 학문을 바탕으로 자신만의 트레이닝 방법을 개발하려고 했다.

## 경기 스타일
고토오슈는 현역 시절에 키 203cm에 몸무게 152kg의 다소 가벼운 리키시였다. 전직 요코즈나와 비교해 보면 고토오슈와 같은 키를 가진 아케보노 다로는 정점에 달했을 때 몸무게가 235kg이었다. 아사쇼류 아키노리는 고토오슈와 몸무게는 비슷하지만 키는 184cm에 불과하다. 고토오슈는 자신의 대회 우승이 부분적으로 5kg의 몸무게 증가에 의한 것이라고 말했다.
고토오슈는 스모 경기에서 승리하기 위해 주로 소위 '허리띠 던지기'에 의존했다. 고토오슈는 오른손잡이였음에도 불구하고 일반적으로 상대 선수의 마와시(스모 선수에 허리에 고정된 띠)에 히다리요쓰 기술(상대 선수의 오른팔에 왼손을 넣어서 잡는 동작)를 선호했다. 고토오슈는 자신의 높은 무게중심과 상대적으로 가벼운 무게에 대응하기 위해 긴 팔과 빠른 발놀림을 사용했다. 고토오슈의 가장 흔한 승리 기마리테는 요리키리(상대 선수의 마와시를 잡아서 밀착한 다음에 상대 선수를 링 밖으로 밀어내는 동작)였고 그 다음으로는 우와테나게(자신의 팔을 상대 선수의 팔 위로 뻗은 상태에서 마와시를 붙잡고 옆으로 돈 다음에 상대 선수를 땅으로 내던지는 동작)였다.

## 대중문화에서
- 고토오슈는 J리그에서 활동했던 불가리아의 축구 선수인 흐리스토 스토이치코프와 함께 일본에서 가장 유명한 불가리아인으로 알려져 있다.[34]
- 고토오슈는 일본의 유제품 회사인 메이지 유업(현재의 메이지)에서 출시한 불가리아 요구르트 브랜드인 불가리아의 텔레비전 광고에 출연했다.
- 고토오슈는 현역 시절에 잘생긴 외모 때문에 스모 팬들로부터 "스모계의 데이비드 베컴"이라는 별명을 얻었다.[35][36]
- 고토오슈는 2005년 12월 31일에 열린 제56회 NHK 홍백가합전에서 게스트 심사원으로 참여했다.

### 수상
- 고토오슈는 2005년에 불가리아 벨리코터르노보주 정부로부터 1등급 선수로 임명되었다.[37]
- 고토오슈는 2006년 4월에 일본에서 유럽 연합 친선 대사, 불가리아 우호 친선 대사로 임명되었다.[38][39][40][41]
- 고토오슈는 2009년 7월 28일에 불가리아의 게오르기 퍼르바노프 대통령으로부터 불가리아의 최고 수준 훈장인 스타라 플라니나 훈장을 수여받았다.[42]

## 가족
고토오슈의 아버지는 1955년 또는 1956년에, 어머니는 1960년 또는 1961년에 불가리아에서 태어났다.
고토오슈가 스모에 입문하게 된 이유 가운데 하나는 아버지가 교통 사고로 일을 할 수 없었기 때문이다. 고토오슈는 불가리아에 있던 자신의 부모에게 돈을 보냈지만 고토오슈는 부모는 "아이(고토오슈)가 자신을 위해 사용했으면 좋겠다."라고 말했다. 고토오슈는 어머니에게 세탁기와 건조기를, 아버지에게 손목시계를 각각 선물했고 부모에게 자동차 2대(중고 포드 승용차, 토요타 랜드 크루저)를 선물했다. 고토오슈는 "왜 일본 사람들은 일을 시작한 다음에 부모님께 돈을 보내달라고 부탁하나요? 이상합니다."라고 말했다.
고토오슈는 2009년 5월에 아이치현 이치노미야시 출신의 29세 여성인 안도 아사코와의 청혼을 발표했다. 고토오슈는 2004년에 나고야시의 한 편의점에서 안도 아사코를 처음 알았다. 고토오슈가 청혼할 때까지 지바현과 아이치현을 오가는 장거리 연애는 5년 동안 계속되었다. 고토오슈는 2010년 2월에 도쿄도 지요다구에 위치한 히에 신사에서 제사를 지냈다. 고토오슈는 2010년 발렌타인데이에 도쿄도에 위치한 뉴 요타니 호텔에서 결혼식을 올렸는데 요코즈나인 하쿠호 쇼를 비롯한 600여명의 하객들이 참석했다. 고토오슈는 아내의 성을 이어받아 안도 칼로얀이 되었다. 2011년 11월에는 아들인 키릴이 태어났다.
고토오슈는 2010년 5월에 스모 대회가 끝날 무렵에 오른쪽 무릎을 다치면서 수술을 받게 되었다. 이 때문에 유럽 스모 선수권 대회 기간 동안에 불가리아 바르나에 위치한 에프크시노그라드 리조트에서 열릴 예정이었던 2번째 결혼식을 취소해야 했다.

### 내용주
1. ↑  데뷔 당시에는 독음만 같고 한자 표기만 다른 고토오슈 가쓰노리(일본어: 琴欧州 勝紀)라는 시코나를 부여받았으나 2006년 9월에 한자 표기를 바꿨다.

### 참고주
1. ↑  “Kotooshu becomes first European to win sumo title”. 《Associated Press》. 2008년 5월 24일. 2008년 5월 26일에 원본 문서에서 보존된 문서. 2008년 5월 24일에 확인함.
2. ↑  “스모 '오즈모'서 유럽출신 첫 우승”. 《한겨레》. 2008년 5월 25일. 2021년 12월 14일에 확인함.
3. ↑  “Sumo wrestler Kotooshu becomes naturalized Japanese”. 《Japan Times》. 2014년 1월 16일. 2014년 3월 13일에 확인함.
4. ↑  “Kotooshu calls time on career”. 《Japan Times》. 2014년 3월 20일. 2014년 3월 21일에 확인함.
5. ↑  “Record Investments in Kotooshu`s Village in Bulgaria”. 《Guide-Bulgaria.com》. 2008년 8월 28일. 2021년 8월 6일에 확인함.
6. 1 2  “Kotooshu Talk Asia Interview”. 《CNN International.com》. 2007년 3월 6일. 2008년 5월 22일에 확인함.
7. ↑  Norimitsu, Onishi (2003년 8월 3일). “Fears That the New State of Sumo Defiles Tradition”. 《The New York Times》. 2008년 6월 19일에 확인함.
8. ↑  “琴欧洲親方が現役時代の秘話明かす”. 《日刊スポーツ》. 2014년 5월 10일.
9. ↑  “2008 May Grand Sumo Tournament Banzuke Topics”. 《Japan Sumo Association》. 2008년 4월. 2012년 4월 11일에 원본 문서에서 보존된 문서. 2008년 4월 28일에 확인함.
10. ↑  Hardy, James (2008년 5월 25일). “Euro-phoria for Kotooshu / Bulgarian bags Summer tournament title, becomes 1st European to capture Emperor's Cup”. 《Yomiuri Shimbun》.
11. ↑  “Normal service resumed at the Nagoya Basho”. 《Japan Times》. 2007년 7월 24일. 2007년 7월 24일에 확인함.
12. ↑  “How firm is the reign of the Mongolians?”. 《Japan Times》. 2008년 5월 8일. 2008년 6월 14일에 확인함.
13. 1 2  “Bulgarian Kotooshu becomes first European to win an Emperor's Cup”. 《International Herald Tribune》. 2008년 5월 24일. 2008년 5월 24일에 확인함.
14. ↑  “불가리아출신 力士, 스모판 평정”. 《경향신문》. 2008년 5월 25일. 2021년 12월 14일에 확인함.
15. ↑  “Bulgaria Sumo Wrestler Kotooshu Wins Emperor's Cup”. 《Sofia News Agency》. 2008년 5월 24일. 2008년 5월 24일에 확인함.
16. ↑  Wilson, Steve (2008년 10월 6일). “Kotooshu, ‘sumo's David Beckham’, accused of bout-fixing by fellow wrestler”. 《The Daily Telegraph》 (London). 2008년 10월 10일에 원본 문서에서 보존된 문서. 2008년 10월 6일에 확인함.
17. ↑  “Hakuho, Asa defeated; title still up for grabs”. 《Japan Times》. 2009년 5월 24일. 2009년 5월 24일에 확인함.
18. ↑  Smaal, Rob (2011년 5월 23일). “SUMO/ Hakuho passes 'test' to claim 7th straight tournament”. 《Asahi Shimbun》. 2011년 5월 24일에 확인함.
19. ↑  “Ozeki hopeful exhibits toughness”. 《Japan Times》. 2011년 9월 18일. 2011년 9월 22일에 확인함.
20. ↑  “Kyokutenho beats Tochiozan for title”. 《Japan Times》. 2012년 5월 21일. 2012년 5월 22일에 확인함.
21. ↑  “Harumafuji still unbeaten as autumn basho enters second week”. 《Japan Times》. 2013년 9월 17일. 2013년 11월 19일에 확인함.
22. ↑  “Hakuho improves to 10–0”. 《Japan Times》. 2013년 3월 20일. 2013년 11월 19일에 확인함.
23. ↑  “Kotooshu pulls out of Autumn basho”. 《Japan Times》. 2013년 9월 21일. 2013년 11월 19일에 확인함.
24. ↑  “Beatles legend watches Hakuho's latest triumph”. 《Japan Times》. 2013년 11월 14일. 2013년 11월 19일에 확인함.
25. ↑  “Yokozuna Hakuho maintains one-win advantage”. 《Japan Times》. 2014년 1월 24일. 2014년 1월 24일에 확인함.
26. ↑  “Bulgarian sumo wrestler Kotooshu retires”. 《The Washington Post》. 2014년 3월 20일. 2019년 1월 5일에 원본 문서에서 보존된 문서. 2014년 3월 20일에 확인함.
27. ↑  “琴欧洲と時天空、日本国籍取得＝大相撲（時事ドットコム）”. 2014년 1월 16일. 2014년 1월 16일에 원본 문서에서 보존된 문서. 2014년 1월 16일에 확인함.
28. ↑  “年寄継承襲名のお知らせ”. 《日本相撲協会》. 2015년 2월 12일에 확인함.
29. ↑  “琴欧洲が年寄「鳴戸」襲名=大相撲”. 《時事ドットコム》. 2015년 2월 12일. 2015년 2월 12일에 원본 문서에서 보존된 문서. 2015년 2월 12일에 확인함.
30. ↑  “Kotooshu to establish own stable”. 《Japan Times》. 2017년 3월 2일. 2017년 3월 6일에 확인함.
31. ↑  “Ex-ozeki Kotooshu opens own stable”. 《Japan Times》. 2017년 4월 1일. 2017년 4월 3일에 확인함.
32. ↑  “Profile: Former ozeki Kotooshu, first European-born sumo stablemaster in Japan”. 《The Mainichi》. 2017년 4월 4일. 2017년 4월 5일에 확인함.
33. ↑  “Bulgarian Kotooshu crowned king of sumo in historic tournament victory”. 《International Herald Tribune》. 2008년 5월 25일. 2008년 5월 25일에 확인함.
34. ↑  “ブルガリア～奇跡は起こせる！１５年ごと～”. 《日刊スポーツ》 (일본어). 2004년 6월 21일. 2006년 3월 22일에 원본 문서에서 보존된 문서. 2010년 8월 12일에 확인함.
35. ↑  “琴欧洲親方が断髪式…部屋独立に意欲”. 《日刊スポーツ》. 2014년 10월 4일. 2014년 10월 7일에 확인함.
36. ↑  “日 스모판, 세찬 국제화 바람”. 《한국일보》. 2005년 9월 27일. 2021년 12월 14일에 확인함.
37. ↑  “Спортист номер едно за 2005 г. на Област Велико Търново”. 《ОБЛАСТЕН УПРАВИТЕЛ - ВЕЛИКО ТЪРНОВО》 (불가리아어). 2008년 5월 29일에 원본 문서에서 보존된 문서.
38. ↑  “Rare woman in sumo wrestling made Bulgaria's Kotooshu into superstar”. 《Agence France-Presse》. 2008년 5월 17일. 2009년 2월 2일에 원본 문서에서 보존된 문서. 2008년 5월 22일에 확인함.
39. ↑  “平成18年度外国議会との交流：参議院”. 《参議院》 (일본어). 2018년 8월 2일에 확인함.
40. ↑  “ブルガリアフェア　開催のお知らせ”. 《日本ブルガリア協会》 (일본어). 2018년 8월 2일에 확인함.
41. ↑  “EUSA-JAPAN Newsletter No.17” (PDF). 《日本EU学会》 (일본어). 2018년 8월 2일에 확인함.
42. ↑  “琴欧洲が母国ブルガリア最高位の勲章受章”. 《日刊スポーツ》 (일본어). 2009년 7월 29일. 2018년 4월 27일에 확인함.
43. ↑  “父・ステファンさん「頭の中が真っ白」（相撲）”. 2014년 2월 1일에 원본 문서에서 보존된 문서.
44. ↑  “日本人横綱のいない土俵が映し出す「国柄」”. 《MSN産経ニュース》. 2014년 4월 3일. 2014년 4월 9일에 원본 문서에서 보존된 문서.
45. ↑  “Bulgarian ozeki Kotooshu announces engagement”. 《Kyodo News》. 2009년 5월 5일. 2009년 5월 5일에 확인함.
46. ↑  琴欧洲勝紀 (2014년). 《今、ここで勝つために 琴欧洲自伝》. 徳間書店. 102-107쪽. ISBN 978-4-19-863860-3.
47. ↑  “Bulgarian sumo wrestler Kotooshu married on St Valentine's Day”. 《Sofia Echo》. 2010년 2월 15일. 2010년 2월 22일에 원본 문서에서 보존된 문서. 2010년 2월 17일에 확인함.
48. ↑  “Kotooshu and wife welcome son”. 2014년 3월 20일. 2015년 11월 21일에 원본 문서에서 보존된 문서.
49. ↑  “Injury Ruins Kotooshu's Surprise Wedding at European Contest”. 《Sofia News Agency》. 2010년 5월 26일에 확인함.